# Volkmar Braun
Volkmar Braun (* 18. Juli 1938 in Ravensburg) ist ein deutscher Mikrobiologe und Molekularbiologe.
Braun studierte ab 1957 Chemie an der Albert-Ludwigs-Universität Freiburg und der Ludwig-Maximilians-Universität München, wo er 1965 sein Diplom machte und am Max-Planck-Institut für Biochemie promoviert wurde. 1965/66 war er als Post-Doktorand am Caltech, 1966/67 am Max-Planck-Institut für Biochemie in München, von 1967 bis 1971 am Max-Planck-Institut für Entwicklungsbiologie in Tübingen und von 1972 bis 1974 am Max-Planck-Institut für molekulare Genetik für Biologie in Berlin. 1974 wurde er ordentlicher Professor für Mikrobiologie an der Universität Tübingen, wo er 1975/76 Dekan des Fachbereichs Biologie war und 1989/90 Direktor des Instituts für Biologie II. 2000 bis 2005 war er Direktor des Instituts für Mikrobiologie. Braun ist (Stand März 2015) Gastwissenschaftler am Max-Planck-Institut für Entwicklungsbiologie in Tübingen; ab 2007 war er mehrere Jahre „Fellow“ der Max-Planck-Gesellschaft am MPI für Entwicklungsbiologie.
1991 bis 1999 leitete er das Graduiertenkolleg Mikrobiologie der Deutschen Forschungsgemeinschaft.
Braun befasst sich mit krankheitserregenden Bakterien wie den Erregern von Darmkrankheiten, Diphtherie, Keuchhusten, Cholera und deren Toxinen, wobei er eine neue Klasse bakterieller Toxine entdeckte, die die Zellwand der angegriffenen Wirtszellen durchlöchern. Er entdeckte ein wichtiges Protein in der Zellwand von Bakterien (Braunsches Lipoprotein).
Insbesondere ist er für seine Untersuchungen zum Eisenstoffwechsel bekannt. Er untersuchte den Eisenstoffwechsel von Bakterien und entdeckte eine Reihe von kleinen Transportmolekülen, die der Bakterienzelle Eisen zuführen, was auch zu Ansatzpunkten für wirksamere Antibiotika führte (über den aktiven Eisen-Transportmechanismus der Bakterien).
Braun ist verheiratet und hat zwei Kinder.

## Preise, Mitgliedschaften, Ämter
- Preis der Deutschen Gesellschaft für Hygiene und Mikrobiologie 1982
- Robert-Koch-Preis 1994
- Mitglied der Heidelberger Akademie der Wissenschaften seit 1998
- Mitglied der Leopoldina seit 2008[3]
- Ehrendoktor der Universität Würzburg (2005).[2]
- Mitglied im Beirat des Rudolf-Virchow-Zentrums in Würzburg.

## Schriften
- Globale Bedrohungen durch Infektionen – sind bakterielle Infektionen beherrschbar?. Schriften der Naturwiss.-Math. Klasse der Heidelberger Akademie der Wissenschaften, Springer, 2001